# Sundanski jezici
Sundski jezici, jedna od glavnih skupina malajsko-polinezijskih jezika kojima se služe dva naroda na Javi u Indoneziji, to su Sundi koji govore sundski jezik (sunda) i Badui koji govore jezikom badui, a ponekad se smatra dijalektom sundskog.
Populacija Sunda iznosi 27.000.000 (1990 Clynes). Dijalekti su mu bantenski, bogor (krawang), pringan i cirebonski. Badui nema posebnih dijalekata

## Vanjske poveznice
- Ethnologue (14th)
- Ethnologue (15th)